# Ard Al
Ard Al é um filme de drama do Egipto de 1968, realizado por Youssef Chahine.

## Resumo
A vida do dia-a-dia numa aldeia egípcia dos anos 30 decorre tranquilamente, até que o período de rega, designado pelas autoridades, e o qual já era de escassos dez dias apenas, é encurtado para cinco dias.
Os camponeses opõem-se. Os seus líderes são presos, humilhados e maltratados, enquanto, simultaneamente, a sua terra morre. Os mearistas unem-se aos camponeses para evitar a revolta destes. Simultaneamente um latifundiário quer fazer uma estrada para o seu palácio através do campo. Novos distúrbios fazem com que as forças da ordem intervenham, arrasando as colheitas e matando os anciãos da aldeia que são respeitados por todas as partes em conflito.
Neste fresco, esplendidamente construído, alternam-se cenas intimistas, plenas de encanto, com outras épicas e mesmo brutais, o que confere ao filme um interesse e uma emoção constantes; assim, entre outras coisas, vêem-se os aldeões a destruir o dique construído pelas autoridades.
A influência do cinema russo (Eisenstein, Poudovine) é óbvia, o que, não obstante, não mutila a criatividade inspirada do realizador. A produção tem uma tal força expressiva que a terra assume a personalidade de uma pessoa viva, que respira e que sofre. Também o retrato de Abdel Halim Nasr nos fascina. O filme impressiona do princípio até ao fim, desde as doces melodias de esperança, audíveis e visíveis, durante a chegada de uma criança da cidade, até ao comovente e inesquecível final, quando as mãos ensanguentadas do ancião tingem de vermelho as brancas flores do algodão.
Este filme permanece, sem dúvida, a obra-prima do realizador. É uma adaptação do romance homónimo de Abderrahman Cherkaoui (1954) e foi traduzido para várias línguas.

## Elenco
- Mahmoud El-Méligui
- Nagwa Ibrahim
- Ezzat El-Alayli
- Hamdi Ahmed
- Yehia Chahine
- Tewfiq El-Dekn
- Ali El-Cherif

## Ficha Técnica
- Direcção: Youssef Chahine